# パーソナルデータ・サービス
パーソナルデータ・サービス もしくは パーソナルデータ・ストア（英： PDS: Personal Data Service/Store）は、個人がパーソナルデータをセキュアかつ構造化された方法で保存、管理、配備できるようにするサービスである。これは、ユーザにパーソナル情報（例： 関心事、連絡先、関係、嗜好、友人）をコントロールする中心点を提供する。このサービスによって管理されるユーザの属性情報は、リポジトリに保管されたり、複数に分散された外部リポジトリに保管されたりする。PDSにある属性情報は、API経由でアクセスされる。同一のPDSのユーザには、他のユーザと選択的に属性情報の集合を共有する可能性がある。 
ベンダー関係管理（VRM）ツールを具体化したサービスとして説明される。

## プロジェクト一覧
クラウドベースPDS
- data.fm
- HAT（Hub-of-All-Things）
- Higgins
- ID Hole
- mydex
- openPDS/SafeAnswers
- ownyourinfo.com
- Personium
- 情報銀行

## 商用サービス
- PLR
- teamdata
- Meeco
- Fujitsu K5 Personiumサービス
- DataSign paspit